# Александер, Джесси
Джесси Александер (англ. Jesse Alexander) — американский кинопродюсер, сценарист и певец. Он совсем недавно был главным певцом Battle Ave. Родом из Беарсвилля, Нью-Йорка, Александер поступил в Перчейз-колледж.
Его отец, тоже Джесси Александер, является известным фотографом мотоспорта.
Также, совсем недавно, Джесси стал отцом сынов-близнецов вместе со своей женой, Памелой. Их зовут «Принос» и «Найнтендер».

## Фильмография

### Продюсер
- Герои / Heroes (соисполнительный продюсер)
- Шпионка / Alias (исполнительный продюсер)
- Остаться в живых / Lost (исполнительный консультант, соисполнительный продюсер)

### Сценарист
- Герои / Heroes (основной сценарист)
- Шпионка / Alias (основной сценарист)
- Атака пауков / Eight Legged Freaks (2002) (сценарист)
- Ганнибал / Hannibal (2013) (сценарист)